# We Sold Our Soul for Rock ’n’ Roll
A We Sold Our Soul for Rock 'n' Roll az angol Black Sabbath 1975-ben megjelent első válogatásalbuma. Eredetileg 1975. december 1-jén adták ki az Egyesült Királyságban és 1976 februárjában az Egyesült Államokban.

## Tartalma
1. Black Sabbath
2. The Wizard
3. Warning
4. Paranoid
5. War Pigs
6. Iron Man
7. Wicked World *
8. Tomorrow's Dream
9. Fairies Wear Boots
10. Changes
11. Sweet Leaf
12. Children of The Grave
13. Sabbath Bloody Sabbath
14. Am I Going Insane (Radio)
15. Laguna Sunrise
16. Snowblind
17. N.I.B.

- A Wicked World az Evil Woman című kislemez angol kiadásán található eredetileg.

## Közreműködők
- Ozzy Osbourne – ének, harmonika, szintetizátor
- Tony Iommi – gitár, billentyűs hangszerek, fuvola
- Geezer Butler – basszusgitár, billentyűsök
- Bill Ward – dob, ütőhangszerek, háttérvokál